# Rei de Man

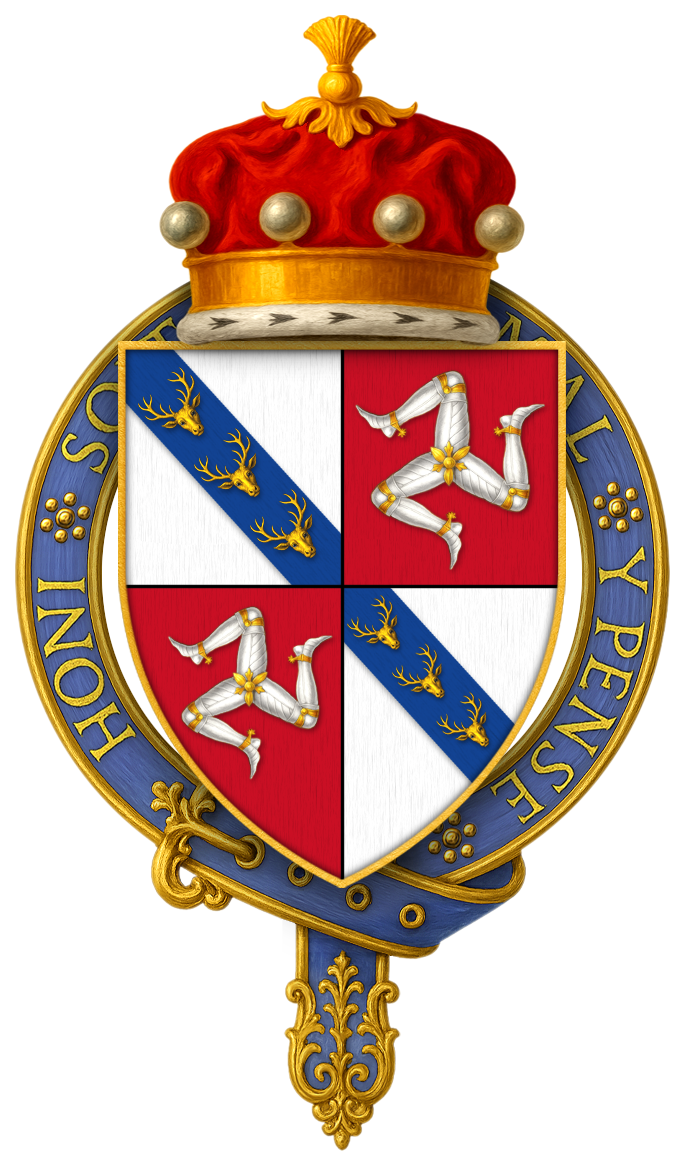
Brasão de armas de Sir John I Stanley da Ilha de Man KG (falecido em 1414), primeiro Rei Stanley de Man

Rei de Man (em manês:  Ree Vannin) foi o título tomado entre 1237 e 1504 pelos vários governantes sobre o Reino de Man – a Ilha de Man, que está localizada no Mar da Irlanda, no centro das Ilhas Britânicas. Desde 1504, o chefe de estado é conhecido como Lorde de Man.

## Reis Celtas de Ynys Manaw (antes de 836)
- Tutagual Theodovellaunus (c. 485–c. 495); filho de Cinuit, também rei de Alt Clut e Galwyddel
- Dingat (c. 495); filho de Tutagual, também rei de Galwyddel
- fr (c. 550); filho de Dingat, rei exilado de Galwyddel
- br (c. 575), filho de Sennylt Hael
- Diwg (c. 600), rei cliente de Áedán mac Gabráin de Dál Riata
- Eduíno da Nortúmbria (620–633), também rei de Bernícia e Deira
- br (até c. 682), descendente de Magnus Maximus
- fr (de c. 682), filho de Merfyn Fawr
- br (c. 710), filho de Anarawd
- Sandde (c. 730), descendente de Llywarch Hen de Rheged, marido de Celemion, filha de Tudwal
- Elidyr (c. 790), filho de Sandde
- Gwriad (até 825), filho de Elidyr, casou-se com Esyllt, filha de Cynan de Gwynedd
- Merfyn Frych (825–844), filho de Gwriad, mais tarde rei de Gwynedd
- Rhodri, o Grande (844–878)
- Anarawd ap Rhodri (878–c.900) [1]

## Reino de Man e das Ilhas (836–1237)

O Reino das Ilhas por volta do ano 1100. A Ilha de Man é a ilha mais ao sul em vermelho.

Veja Reino das Ilhas e Lista de governantes do Reino das Ilhas
Desde a manifestação de Somerled e seus descendentes no século XII, os reis manx começaram a perder território e poder nas Hébridas. Antes dos reinados dos três filhos de Olaf, o Negro, os reis manx se autodenominavam "Rei das Ilhas". Na época dos reinados dos filhos de Olaf, os reis começaram a se autodenominar "Rei de Mann e das Ilhas".

### Primeiros governantes nórdicos
- Otir (912?–914?)
- Ragnall e Ímair (914-921?)
- Gothfrith ua Ímair (antes de 927-?)
- Amlaíb mac Gofraid (antes de 935-941)

### Reis das Hébridas e Man (finais do século X e XI)
- Maccus mac Arailt (980-?)
- Gofraid mac Arailt (?-989)
- Gilli (conde das Hébridas) (990-?)
- Ragnall mac Gofraid (?-1005)
- Sigurd, o Robusto (1005–1014)
- Amlaíb mac Sitriuc (1030?–1034)
- Ímar mac Arailt (c 1045?)
- Echmarcach mac Ragnaill (1052–1061)
- Murchad mac Diarmata (1061–1070)
- Diarmait mac Mail na mBó (1070–1072)
- Godred Sitricson (?–1074)
- Fingal Godredson (1074-?)
- Godred Crovan (1079–1094)

### Reis de Man e das Ilhas
- Magnus Barelegs (1098–1102), governo norueguês direto
- Sigurd Magnusson (1102–1103), governo norueguês direto
- Lagmann Godredsson (1103–1110)
- Domnall mac Taidc Uí Briain (1111–1112)
- Olaf, o Vermelho (1112–1152)
- Godred, o Negro (1154-1156)
- Dubgall mac Somairle e Godred, o Negro (1156–1158)
- Somerled (1158–1164)

### Reis de Man e das Ilhas do Norte
- Rǫgnvaldr Óláfsson (fl. 1164) (1164)
- Godred, o Negro (1164–1187)
- Raghnall mac Gofraidh (1188–1226)
- Olaf, o Negro (1226–1237)
- Óspakr-Hákon (1230)
- Gofraid Donn (1230)

## Suserania da Noruega (1237–1265)
Os reis de Man e das Ilhas eram vassalos dos reis da Noruega.
- Harald Olafsson (1237–1248)
- Ragnaldo Olafsson (1249)
- Harald Godredson (1249–1252)
- Magno Olafsson (1252–1265)

## Domínio escocês e inglês (1265–1333)
Entre 1265 e 1333, a ilha foi governada diretamente pelos reis da Escócia (1265–1290, 1293–1296, 1313–1317, 1328–1333) ou pelos reis da Inglaterra (1290–1293, 1296–1313, 1317–1328).

## Reino independente (1333–1399)

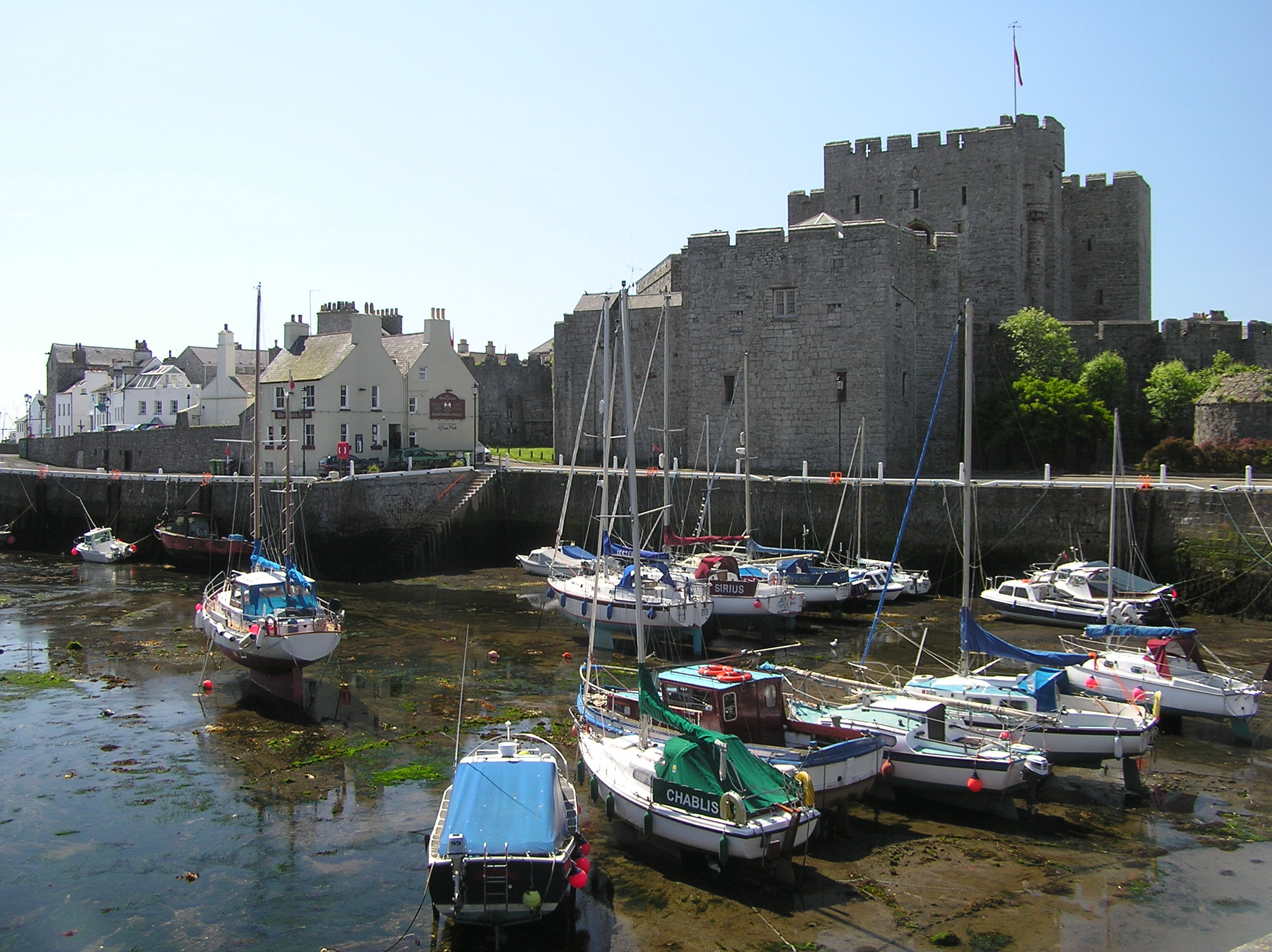
Castelo Rushen, Castletown, Ilha de Man, a fortaleza na ilha dos Reis e Lordes de Mann

Em 9 de agosto de 1333, Eduardo III renunciou a todas as reivindicações reais sobre a Ilha de Man e a reconheceu como um reino independente sob seu então rei, William Montagu, 1.º Conde de Salisbury .
| “ | Totum jus et clamium quod habemus, habuimus vel aliquo modo habere poterimus, in Insula de Man cum suis pertinentiis quibuscumque; ita quod nec Nos, nec haeredes nostri, seu quivis alius nostro nomine, aliquid juris vel clamii in Insula praedicta de caetero exigere poterimus vel vindicare. | ” |

| “                                                   | The whole right and claim that We have, We have had, or in any manner shall We be able to have in the future, in the island of Man with all its privileges, so that neither We, nor Our heirs, or any other in Our name, will not demand or avenge in the future the aforesaid right or claim to the island. | ” |
| — Renunciation of claim to Mann by Edward III, 1333 | |   |

William le Scrope, Conde de Wiltshire, foi o último Rei de Man nesta linhagem, alegando descendência da Casa de Godred Crovan, os primeiros governantes nórdicos.

### Reis de Man neste período
- William Montagu, 1.º Conde de Salisbury (1333–1344)
- William Montagu, 2.º conde de Salisbury (1344–1392)
- William Scrope, 1.º Conde de Wiltshire (1392–1399)

## Suserania inglesa (1399–1504)
Como o predecessor de Henrique, Eduardo III, havia reconhecido Man como um reino independente, Henrique IV não reivindicou diretamente o trono de Manx, mas, em vez disso, proclamou que havia adquirido a ilha por direito de conquista, o que, na teoria jurídica internacional da época, apagava quaisquer arranjos constitucionais existentes. Em 19 de outubro de 1399, ele concedeu a ilha como um feudo sob a Coroa Inglesa a Henry Percy, 1.º Conde de Northumberland, juntamente com amplos poderes de governo e realezas associadas, juntamente com o título de "Senhor do Homem", em uma posição de feudalidade e, portanto, sem soberania . Apesar disso, Percy se autodenominou "Rei de Man".
| “                                   | We have given and granted … to the said Earl of Northumberland the Island, Castle, Peel and Lordship of Man, and all the islands and lordships appertaining to the said Isle of Man, which belonged to Sir William le Scrope deceased, whom in his life We lately conquered, and so have decreed him conquered, and which by reason of that conquest, as having been conquered, We seized into Our hands; which decree and conquest as touching the person of the said William and all his lands and tenements, goods and chattels, as well within as without Our Kingdom, in Our Parliament by the assent of the Lords temporal … at the petition of the Commons of Our said Kingdom, are confirmed … | ” |
| — Letters-patent of 19 October 1399 | |   |

Após a rebelião traiçoeira de Percy, Henrique IV concedeu a suserania da Ilha de Man, em termos semelhantes, mas apenas pelo resto de sua vida, a Sir John Stanley em 1405. Além disso, mas separado do poder de governança sobre a Ilha, John Stanley também recebeu o patrocínio da Diocese de Sodor e Man .
Uma segunda carta-patente foi emitida e reconcedida a Sir John Stanley em 6 de abril de 1406, com a diferença de que a concessão era hereditária e tinha uma taxa feudal diferente, cujo serviço compreendia a prestação de homenagem e um tributo de dois falcões a todos os futuros reis da Inglaterra em suas coroações .

### Reis de Man neste período
- Henry Percy, 1.º Conde de Northumberland (1399–1405)
- Senhor John Stanley (I) (1405–1414)
- Senhor John Stanley (II) (1414–1437)
- Thomas Stanley, 1.º Barão Stanley (1437–1459)
- Thomas Stanley, 1.º Conde de Derby (1459–1504)

## Lorde de Man (1504–presente)
Edward Stanley, 3.º Conde de Derby, filho de Thomas Stanley, 2.º Conde de Derby, não adotou o título de "Rei", e ele e seus sucessores eram geralmente conhecidos como Lorde de Man . Entretanto, o estilo latino Rex Manniae et Insularum (Rei de Mann e das Ilhas) continuou a ser usado ocasionalmente em documentos oficiais até pelo menos o século XVII.
Em 1765, o título foi reinvestido na Coroa da Grã-Bretanha ; assim, hoje o título, Lorde de Man, é usado pelo Rei Carlos III .

## Reivindicações ao trono
Em 2007, um empresário americano chamado David Drew Howe, após pesquisar sua genealogia, afirmou ser o legítimo "Rei de Man". Suas tentativas de reivindicar o título extinto e ganhar a aceitação de seus "súditos" são o foco da série documental dramática de 2015 do TLC , Supposed Royal . Em 2017, Howe “abdicou do trono” e abandonou qualquer pretensão ao título de “Rei de Man”.